# 赤犬
赤犬（あかいぬ）は日本のバンド。
1993年に大阪芸術大学の音楽系学科の学生を中心に大阪で結成された。
元メンバーの松本章が「赤犬」あるいは「赤犬Lights」名義で山下敦弘、坂本一雪、熊切和嘉や宇治田隆史作品の映画音楽を多数担当していた。
バンド名の由来は、メンバーの大半が大学生だった頃、ある女子学生が、「赤犬は食べると旨い」と周囲に吹聴し、結果的に「赤犬」というあだ名がついてしまったという逸話から。この女子学生はメンバーと無関係である。

## メンバー
- タカ・タカアキ：ボーカル
  - （「恋愛研究会。[1]」など[要説明]、他での活動時は「イトウタカアキ」名義／2010年9月19日加入）
- ロビン：コーラス（ナイトサパーズ）
  - （DJやトークライブなど、ソロでの活動時は「ロビン前田」「ロビ前田」「Robizombie」名義を使用）
- ヒデオ：コーラス（ナイトサパーズ）
- テッペイ：コーラス（ナイトサパーズ）
  - （S.U.I SOUND WORKS [2] 代表、アイドルグループ「sui sui [3]」プロデュース）
- グッチ：パーカッション & MC
- マル：ヴァイオリン
- タニヤン：ドラムス（2016年9月17日加入)
- リシュウ：ベース
- チョッピー：ギター
- オカP：キーボード
- カモ ：キーボード
- リョウ：トランペット
- ヨシヲ：トロンボーン
- アラタ：テナーサックス
- Dr.ニシヒラ：音響
- トッキー：音響

## 過去のメンバー
- 和歌頭アキラ：ボーカル
  - （ソロでは「アキラ、」名義、映画音楽では「松本 章」名義／2009年1月22日脱退）
- ダイ ： ドラムス
  - （2016年7月12日脱退)

## 作品リスト

### アルバム
- ばかのハコ船
- 赤犬大全
- 空の穴 サウンドトラック
- どんてん生活 サウンドトラック
- あか犬
- 赤犬20世紀

### 映画音楽
- アンテナ 熊切和嘉監督
- ts 宇治田隆史監督
- ばかのハコ船 山下敦弘監督
- 空の穴 熊切和嘉監督
- どんてん生活 山下敦弘監督
- 悲しくなるほど不実な夜空に 宇治田隆史監督
- 鬼畜大宴会 熊切和嘉監督
- ほんとにあった! 呪いのビデオ 11巻 - 15巻、スペシャル4巻 - 5巻 坂本一雪監督
- 青春☆金属バット 熊切和嘉監督
- フリージア 熊切和嘉監督
- ノン子36歳（家事手伝い） 熊切和嘉監督
- 揮発性の女 熊切和嘉監督
- 百万円と苦虫女 タナダユキ監督 ※楽曲協力としてクレジット

### その他
- TRIBUTE TO DEEP,CRAZY FILMS
- UNRESTING WEEKEND
- OVER THE TOP
- 365: A TRIBUTE TO THE STALIN
- Heaven's Carnival ASIANICA
- High Tribe '00
- 味園ユニバース（2015年、ギャガ） - 出演・本人役